# Witch Watch
Witch Watch (ウィッチウォッチ, Witchi Wotchi) est un shōnen manga écrit et dessiné par Kenta Shinohara. Il est prépublié depuis le 8 février 2021 dans le Weekly Shōnen Jump, puis publié en volumes reliés par l'éditeur japonais Shūeisha. La version française est éditée par Soleil Manga à partir de septembre 2022.
Une adaptation en anime, produite par le studio Bibury Animation Studios est diffusée depuis  avril 2025.

## Synopsis
Morihito, un garçon à la force élevée, est sur le point de commencer à vivre avec son amie d'enfance Niko en tant que familier. Cette dernière s'entraîne à devenir une sorcière mais la magie de Niko mène à toutes sortes de problèmes...

## Personnages
Morihito Otogi (乙木 守仁, Otogi Morihito)
Voix japonaise : Ryōta Suzuki (ja), voix française : Rémi Gutton (Titrafilm) / Maxime Donnay (Transperfect)
C'est un garçon très sérieux. Il possède le pouvoir d'un ogre. Conformément à un vieux pacte avec ses ancêtres, il devient le familier de Niko, et vit avec elle pour la protéger du désastre qu'on lui a prédit.
Nico Wakatsuki (若月 ニコ, Wakatsuki Niko)
Voix japonaise : Rina Kawaguchi (ja), voix française : Jehanne Thellier (Titrafilm) / Catherine Hanotiau (Transperfect)
C'est une jeune sorcière. Elle est l'amie d'enfance de Morihito, elle revient de la terre sacrée des sorcières après un dur entraînement. Bien qu'elle cherche à être une bonne sorcière, elle cause souvent des problèmes avec sa magie.
Kanshi Kazamatsuri (風祭 監志, Kazamatsuri Kanshi)
Voix japonaise : Kōhei Amasaki, voix française : Julien Portugais (Titrafilm)
Il s'agit d'un tengu capable de contrôler le vent et qui s'est lié d'amitié avec Nico pendant son entraînement. Comme Morihito, il est un famillier de Nico sous le nom de « Corbeau ». Il s'installe chez  Morihito et Nico, car il est également chargé de protéger la sorcière. Kanshi est doué en relations sociales et parle le dialecte du Kansai, mais il est peu enclin à gérer l'argent et est incroyablement impulsif, ce qui le met dans des situations humiliantes lorsqu'il tente d'utiliser la magie pour gagner facilement de l'argent.
Nemu Miyao (宮尾 音夢, Miyao Nemu)
Voix japonaise : Tomori Kusunoki
Il s'agit d'une sorcière surnommée Sorcière Métamorphe (変身の魔女, Henshin no Majo) et membre de la famille Miyao, spécialisée dans la magie. Elle est capable de se métamorphoser en chat noir mais redevient automatiquement humaine lorsqu'elle s'endort. Habitant dans la ville voisine de celle de Nico, elle rêve d'avoir un familier puissant, principalement pour qu'il soit à son service. À cette fin, Nemu se rend fréquemment chez les Otogi pour recruter Morihito comme familier, mais échoue systématiquement car elle s'approche de la maison sous la forme d'un chat, ce qui incite Morihito et les autres à la chouchouter. Cela la fait s'endormir, mais elle parvient toujours à fuir pendant que les autres se laissent distraire, laissant les autres humiliés mais intacts. Après quelques incidents de ce genre, elle finit par approcher le groupe sous la forme humaine pour les aider à combattre un mage noir, ce qui la conduit à se lier d'amitié avec eux. Malgré cela, seul Wolf est au courant de ses visites fréquentes à la maison.
Keigo Magami (真神 圭護, Magami Keigo)
Voix japonaise : Kaito Ishikawa
Il s'agit d'un loup-garou qui se transforme en une autre personne, appelée Wolf (ウルフ, Urufu), dès qu'il aperçoit unlla forme d'un croissant de lune. Keigo est habituellement réservé, mais devient arrogant lorsqu'il exhibe sa connaissance d'une culture obscure. Wolf, quant à lui, est toujours arrogant et grossier, mais loyal envers ses amis. Camarade de classe de Nico et Morihito, il finit par emménager avec eux pour protéger Nico. Enfant, il s'entraînait au patinage artistique professionnel, mais a arrêté après que sa mère blessée s'est retrouvée sur un fauteuil roulant.
Miharu Kiryu (霧生 見晴, Kiryū Miharu)
Voix japonaise : Yūki Wakai (ja)
Il s'agit d'un jeune homme charmant issu d'une famille d'exorcistes et il est également un vampire . Au lieu de se nourrir de sang humain, il se nourrit en absorbant la force vitale des gens ou la magie des sorcières. Miharu est un collégien de troisième année doué au maniement de l'épée, qu'il dissimule dans l'ombrelle qu'il porte toujours sur lui. Bien qu'apparemment poli et gracieux, il n'a aucun filtre et dit tout ce qu'il pense. Miharu emménage chez les Otogi pour protéger Nico et commence à se nourrir de l'énergie des garçons car ils ont plus d'énergie qu'un humain normal.

## Manga
Le premier chapitre de Witch Watch est publié le 8 février 2021 dans le Weekly Shōnen Jump,,. Depuis, la série est éditée sous forme de volumes reliés par Shūeisha et compte 22 tomes le 4 juillet 2025.
La version française est éditée par Soleil Manga depuis septembre 2022.

### Liste des volumes
| no | Japonais          | Japonais          | Français         | Français          |
| no | Date de sortie    | ISBN              | Date de sortie   | ISBN              |
| --- | ----------------- | ----------------- | ---------------- | ----------------- |
| 1 | 4 juin 2021       | 978-4-08-882696-7 | 7 septembre 2022 | 978-2-30-209726-1 |
| Liste des chapitres : - Chapitre 1 : Le retour de la sorcière (魔女の帰還, Majo no Kikan) - Chapitre 2 : Un duo magique (マジカルな二人, Majikaru na Futari) - Chapitre 3 : Une débutante dans les grandes lignes (大型ルーキー, Ōgata Rūkī) - Chapitre 4 : Restaurant entre amies (ファミレス行こ!, Famiresu Iko!) - Chapitre 5 : Une clasase dans les airs (飛ぶ教室, Tobu Kyōshitsu) - Chapitre 6 : Printemps et tenue transparente (春のシースルーコーデ, Haru no Shīsurū Kōde) - Chapitre 7 : Une livraison pour la sorcière (魔女に宅急便, Majo ni Takkyūbin) |                   |                   |                  |                   |
| 2 | 3 septembre 2021  | 978-4-08-882764-3 | 19 octobre 2022  | 978-2-30-209738-4 |
| Liste des chapitres : - Chapitre 8 : Chien errant, rythme de pluie (迷子犬と雨のビート, Maigo Inu to Ame no Bīto) - Chapitre 9 : Kanshi Kazamatsuri, le tengu (天狗-風祭監志, Tengu - Kazamatsuri Kanshi) - Chapitre 10 : Un démon dans les airs (天駆ける玄魔, Ama Kakeru Genma) - Chapitre 11 : Petite mêlée entre amis (友情のスクラム, Yūjō no Sukuramu) - Chapitre 12 : Traverser le corridor les cheveux dans le vent (渡り廊下かでなびかせろ, Watarirōka de Nabikasero) - Chapitre 13 : Mon artiste favorite est dans ma classe (教え子が推し絵師だった件, Oshiego ga Oshi Eshi Datta Ken) - Chapitre 14 : Problèmes intestinaux du jour (今日はヘビーなストマック, Kyō wa Hebī na Sutomakku) - Chapitre 15 : Chat espion (キャットスカウト, Kyatto Sukauto) - Chapitre 16 : Sous l'arbre des amoureux, partie 1 (縁結びの樹の下で 前編, Enmusubi no Ki no Shita de Zenpen) - Chapitre 17 : Sous l'arbre des amoureux, partie 2 (縁結びの樹の下で 後編, Enmusubi no Ki no Shita de Kōhen) |                   |                   |                  |                   |
| 3 | 4 novembre 2021   | 978-4-08-882842-8 | 11 janvier 2023  | 978-2-30-209902-9 |
| Liste des chapitres : - Chapitre 18 : Journal des petits boulots de Kanshi ~ Le spectacle de super-héros ~ (カンシのバイト日記~ヒーローショー~, Kanshi no Baito Nikki ~Hīrō Shō~) - Chapitre 19 : Ma chère Kara (伽羅へ, Kara e) - Chapitre 20 : Kan & Nico's Channel (カンニコチャンネル, Kan Niko Chan'neru) - Chapitre 21 : Paradis de bulles pour chat errant (通い猫の泡いひととき, Kayoi Neko no Awai Hitotoki) - Chapitre 22 : Chiens et pluie partie 1 (大と雨滴-①, Inu to Amadare - 1) - Chapitre 23 : Chiens et pluie partie 2 (大と雨滴-②, Inu to Amadare - 2) - Chapitre 24 : Chiens et pluie partie 3 (大と雨滴-③, Inu to Amadare - 3) - Chapitre 25 : Chiens et pluie partie 4 (大と雨滴-④, Inu to Amadare - 4) - Chapitre 26 : Chiens et pluie partie 5 (大と雨滴-⑤, Inu to Amadare - 5) |                   |                   |                  |                   |
| 4 | 4 février 2022    | 978-4-08-883011-7 | 5 avril 2023     | 978-2-30-209903-6 |
| Liste des chapitres : - Chapitre 27 : Chiens et pluie partie 6 (大と雨滴-⑥, Inu to Amadare - 6) - Chapitre 28 : Chiens et pluie partie 7 (大と雨滴-⑦, Inu to Amadare - 7) - Chapitre 29 : Chiens et pluie partie 8 (大と雨滴-⑧, Inu to Amadare - 8) - Chapitre 30 : Keigo Magami, le loup-garou (狼男-真神圭護, Ōkami Otoko - Magami Keigo) - Chapitre 31 : Mode romance activé (ときめきをときはなて, Tokimeki o Tokihanate) - Chapitre 32 : Cérémonie du thé les doigts dans le nez (お茶の心はお茶の子さいさい, Ocha no Kokoro wa Ocha no Ko Saisai) - Chapitre 33 : La gentillesse du tigre, la fierté du loup (善人の虎高慢の狼, Zennin no Tora Kōman no Ōkami) - Chapitre 34 : Journal concernant mon artiste favorite (推し絵師日誌, Oshi Eshi Nisshi) - Chapitre 35 : De nouveaux amis (新しい友達, Atarashii Tomodachi) |                   |                   |                  |                   |
| 5 | 4 avril 2022      | 978-4-08-883067-4 | 12 juillet 2023  | 978-2-30-209904-3 |
| Liste des chapitres : - Chapitre 36 : デート・ウィズ・ザ・ナイト (Dēto Wizu Za Naito) - Chapitre 37 : カンシのバイト日記~内職ー~ (Kanshi no Baito Nikki ~Naishoku~) - Chapitre 38 : ベタベタ生徒会 (Betabeta Seitokai) - Chapitre 39 : 生徒会執行部紹介動画 (Seitokai Shikkō-bu Shōkai Dōga) - Chapitre 40 : お願いモリヒト先生 (Onegai Morihito-sensei) - Chapitre 41 : 会えて嬉しい (Aete Ureshii) - Chapitre 42 : 夏の魔物-① (Natsu no Mamono - 1) - Chapitre 43 : 夏の魔物-② (Natsu no Mamono - 2) - Chapitre 44 : 夏の魔物-③ (Natsu no Mamono - 3) |                   |                   |                  |                   |
| 6 | 3 juin 2022       | 978-4-08-883154-1 | 18 octobre 2023  | 978-2-30-210000-8 |
| Liste des chapitres : - Chapitre 45 : 吸血鬼-霧生見晴 (Kyūketsuki - Kiryū Miharu) - Chapitre 46 : Box Body Boys (Bokkusu Bodi Bōizu) - Chapitre 47 : 創作の火 (Sōsaku no Hi) - Chapitre 48 : うろんミラージュ 第119話 ファジー討伐 - 4 (Uron Mirāju Dai-Hyakujūkyū-wa: Fajī Tōbatsu - 4) - Chapitre 49 : 傘がない (Kasa ga Nai) - Chapitre 50 : モイちゃんのデニム道 (Moi-chan no Denimu-dō) - Chapitre 51 : 駆け出し魔女と (Kakedashi Majo to) - Chapitre 52 : 使い魔たち (Tsukai Matachi) - Chapitre 53 : 宇宙の深淵の黒い闇 (Uchū no Shinen no Kuroi Yami) |                   |                   |                  |                   |
| 7 | 4 août 2022       | 978-4-08-883221-0 | 10 janvier 2024  | 978-2-30-210020-6 |
| Liste des chapitres : - Chapitre 54 : 手軽超魅了 (Tegaru chō miryō) - Chapitre 55 : デスゲーム挑まれたけどクソゲーだった (Desugēmu idoma retakedo kusogēdatta) - Chapitre 56 : 一日生徒会長 (Ichi nichi seito kaichō) - Chapitre 57 : カンシのバイト日記～カフェ～ (Kanshi no baito nikki ~ kafe ~) - Chapitre 58 : 迷い狼と通い猫 前編 (Mayoi Ōkami to Kayoi Neko zenpen) - Chapitre 59 : 迷い狼と通い猫 (Mayoi Ōkami to Kayoi Neko) - Chapitre 60 : スクランブル・スクラップ・スクワッド (Sukuranburu sukurappu sukuwaddo) - Chapitre 61 : ともだちの手紙前編 (Tomodachi no Tegami Zenpen) - Chapitre 62 : ともだちの手紙後編 (Tomodachi no Tegami Kōhen) |                   |                   |                  |                   |
| 8 | 4 novembre 2022   | 978-4-08-883388-0 | 3 avril 2024     | 978-2-30-210021-3 |
| Liste des chapitres : - Chapitre 63 : カラちゃんとシキ (Kara-chan to Shiki) - Chapitre 64 : 狂騒のビーダマニア (Kyōsō no Bīdamania) - Chapitre 65 : LONG LONG A GO GO 前編 (LONG LONG A GO GO Zenpen) - Chapitre 66 : LONG LONG A GO GO 後編 (LONG LONG A GO GO Kōhen) - Chapitre 67 : はじめてのおふかい (Hajimete no o fukai) - Chapitre 68 : 夢中戦争 (Muchū sensō) - Chapitre 69 : Mad Making Magic - Chapitre 70 : 秘密の衝動 (Himitsu no shōdō) - Chapitre 71 : ラッキーバースデー (Rakkī Bāsudē) |                   |                   |                  |                   |
| 9 | 4 janvier 2023    | 978-4-08-883422-1 | 3 juillet 2024   | 978-2-30-210169-2 |
| Liste des chapitres : - Chapitre 72 : 魔力持ちモモチ (Maryoku-mochi Momochi) - Chapitre 73 : 3days Laundry - Chapitre 74 : ジキルの乙木家訪問 (Jikiru no Otogi-ke Hōmon) - Chapitre 75 : The Incredible Shrinking Adventure - Chapitre 76 : モイちゃんのデニム道II (Moi-chan no Denimu-dō II) - Chapitre 77 : ハマザキ秋のパンまつり (Hamazaki Aki no Pan Matsuri) - Chapitre 78 : パジャマパーティー (Pajama Pātī) - Chapitre 79 : Get a Geta! - Chapitre 80 : オシエシニッシ執筆怒濤編 (Oshieshinisshi Shippitsu Dotō-hen) |                   |                   |                  |                   |
| 10 | 4 avril 2023      | 978-4-08-883454-2 | 16 octobre 2024  | 978-2-30-210333-7 |
| Liste des chapitres : - Chapitre 81 : オシエシニッシ波瀾会場編 (Oshieshinisshi Haran Kaijō-hen) - Chapitre 82 : 秋嵐1 (Shūran 1) - Chapitre 83 : 秋嵐2 (Shūran 2) - Chapitre 84 : 秋嵐3 (Shūran 3) - Chapitre 85 : 秋嵐4 (Shūran 4) - Chapitre 86 : 秋嵐5 (Shūran 5) - Chapitre 87 : ケイコの気ままスタイル (Keiko no Kimama Sutairu) - Chapitre 88 : 目を閉じるとそこに君が (Me o Tojiru to Soko ni Kimi ga) - Chapitre 89 : 憂いの淑女 (Urei no Redi) |                   |                   |                  |                   |
| 11 | 2 juin 2023       | 978-4-08-883559-4 | 2 avril 2025     | 978-2-30-210334-4 |
| Liste des chapitres : - Chapitre 90 : OGRE MASTERS前編 (Ōga Masutāzu Zenpen) - Chapitre 91 : OGRE MASTERS Part 2 (Ōga Masutāzu Kōhen) - Chapitre 92 : Lock' n' Rose (Rokku n Rōzu) - Chapitre 93 : WATCHDOG (Uotchidoggu) - Chapitre 94 : カンシのバイト日記 ~冠混葬祭~ (Kanshi no Baito Nikki ~Kankonsōsai~) - Chapitre 95 : Duet Dance 前編 (Duetto Dansu Zenpen) - Chapitre 96 : Duet Dance 後編 (Duetto Dansu Kōhen) - Chapitre 97 : MAGIC OR TREAT (Majikku oa Torīto) - Chapitre 98 : デート・ウィズ・ザ・ガイド (Dēto Wizu za Gaido) |                   |                   |                  |                   |
| 12 | 4 août 2023       | 978-4-08-883593-8 | 2 juillet 2025   | 978-2-30-210335-1 |
| Liste des chapitres : - Chapitre 99 : はじめてのおふかい ~大きなおともだち大冒険スペシャル~ (Hajimete no o Fukai ~Ōkina o Tomodachi Daibōken Supesharu~) - Chapitre 100 : ミスト作戦-9 (Misuto Sakusen-9) - Chapitre 101 : やわらかナーシング (Yawaraka Nāshingu) - Chapitre 102 : 秘密の関係 (Himitsu no Kankei) - Chapitre 103 : 体育館裏の三人 (Taīkukan Ura no San'nin) - Chapitre 104 : Hard to say I love you (Hādo Tu Sei Ai Rabu Yū) - Chapitre 105 : 素直にボケたくて (Sunao ni Boketakute) - Chapitre 106 : ドキドキドバドバ大作戦 (Dokidoki Dobadoba Daisakusen) - Chapitre 107 : ずっと好きなのよ (Zutto Sukinanoyo) |                   |                   |                  |                   |
| 13 | 4 octobre 2023    | 978-4-08-883666-9 |                  |                   |
| Liste des chapitres : - Chapitre 108 : 決壊 (Kekkai) - Chapitre 109 : ミスってるミステリー (Misutteru Misterī) - Chapitre 110 : 生徒カイザー変身会議 (Seito Kaizā Henshin Kaigi) - Chapitre 111 : 笑ってウェンズデー (Waratte Wenzudē) - Chapitre 112 : 告白日和 (Kokuhaku Biyori) - Chapitre 113 : 二人きりになりたくて (Futarikiri ni Naritakute) - Chapitre 114 : 災いの日-① (Wazawai no Hi - 1) - Chapitre 115 : 災いの日-② (Wazawai no Hi - 2) - Chapitre 116 : 災いの日-③ (Wazawai no Hi - 3) |                   |                   |                  |                   |
| 14 | 4 décembre 2023   | 978-4-08-883787-1 |                  |                   |
| Liste des chapitres : - Chapitre 117 : 災いの日-④ (Wazawai no Hi - 4) - Chapitre 118 : 災いの日-⑤ (Wazawai no Hi - 5) - Chapitre 119 : 災いの日-⑥ (Wazawai no Hi - 6) - Chapitre 120 : 災いの日-⑦ (Wazawai no Hi - 7) - Chapitre 121 : 災いの日-⑧ (Wazawai no Hi - 8) - Chapitre 122 : 災いの日-⑨ (Wazawai no Hi - 9) - Chapitre 123 : 災いの日-⑩ (Wazawai no Hi - 10) - Chapitre 124 : 災いの日-⑪ (Wazawai no Hi - 11) - Chapitre 125 : 災いの日-⑫ (Wazawai no Hi - 12) |                   |                   |                  |                   |
| 15 | 4 mars 2024       | 978-4-08-883818-2 |                  |                   |
| Liste des chapitres : - Chapitre 126 : 災いの日-⑬ (Wazawai no Hi - 13) - Chapitre 127 : 災いの日-⑭ (Wazawai no Hi - 14) - Chapitre 128 : 災いの日-⑮ (Wazawai no Hi - 15) - Chapitre 129 : 災いの日-⑯ (Wazawai no Hi - 16) - Chapitre 130 : 災いの日-⑰ (Wazawai no Hi - 17) - Chapitre 131 : 災いの日-⑱ (Wazawai no Hi - 18) - Chapitre 132 : 新生活スタート (Shin seikatsu Sutāto) - Chapitre 133 : Call Me by My Name (Kōru Mī Bai Mai Nēmu) - Chapitre 134 : 浮足立つ園児たち (Ukiashidatsu Enji-tachi) |                   |                   |                  |                   |
| 16 | 4 avril 2024      | 978-4-08-883877-9 |                  |                   |
| Liste des chapitres : - Chapitre 135 : 使い魔サモン委員会 (Tsukai ma Samon Iinkai) - Chapitre 136 : 龍-バン (Ryū - Ban) - Chapitre 137 : 王様になれ (Ōsama ni Nare) - Chapitre 138 : ロールモデル (Rōru Moderu) - Chapitre 139 : イカすゲーム (Ika su Gēmu) - Chapitre 140 : 素顔の君に会いたくて (Sugao no Kimi ni Aitakute) - Chapitre 141 : サンタクロース・ファンタジー 前編 (Santa Kurōsu Fantajī Zenpen) - Chapitre 142 : サンタクロース・ファンタジー 後編 (Santa Kurōsu Fantajī Kōhen) - Chapitre 143 : Have a luck belongs to the good day and good day |                   |                   |                  |                   |
| 17 | 4 juillet 2024    | 978-4-08-884112-0 |                  |                   |
| Liste des chapitres : - Chapitre 144 : お正月ショートショート (Oshōgatsu Shōtoshōto) - Chapitre 145 : 演漫アナザーストーリー (Enman Anazā Sutōrī) - Chapitre 146 : 不思議の国のニコ (Fushigi no kuni no Niko) - Chapitre 147 : アタシは刃 (Atashi wa ha) - Chapitre 148 : 4コマの日々 (4-koma no Hibi) - Chapitre 149 : 会いに行き雪て (Ai ni Iki Yukite) - Chapitre 150 : チョコレートパーティー (Chokorēto Pātī) - Chapitre 151 : PANCTUAL MAN - Chapitre 152 : モンスターペアレンツ (Monsutā Pearentsu) |                   |                   |                  |                   |
| 18 | 4 septembre 2024  | 978-4-08-884170-0 |                  |                   |
| Liste des chapitres : - Chapitre 153 : モモチの気持ち (Momochi no Kimochi) - Chapitre 154 : 心を取り戻すボクたちの物語 (Kokoro o Torimodosu Bokutachi no Monogatari) - Chapitre 155 : 泥沼キッズショー (Doronuma Kizzu Shō) - Chapitre 156 : 伝説の答辞 (Densetsu no Tōji) - Chapitre 157 : FIRE GIRL FEVER - Chapitre 158 : 入学準備ファクトリー (Nyūgaku Junbi Fakutorī) - Chapitre 159 : The New School Year - Chapitre 160 : 第2次清宮生徒会執行部 (Dai 2-ji Seimiya Seito-kai Shikkō-bu) - Chapitre 161 : Adhesive Adventure |                   |                   |                  |                   |
| 19 | 1er novembre 2024 | 978-4-08-884251-6 |                  |                   |
| Liste des chapitres : - Chapitre 162 : シンプルライフ (Shinpuru Raifu) - Chapitre 163 : 恋は教科書のように (Koi wa Kyōkasho no yō ni) - Chapitre 164 : 誕プレ王決定戦 (Tanpure-ō Kettei-sen) - Chapitre 165 : 貼り付けた笑顔 (Haritsuketa Egao) - Chapitre 166 : 1年2組新聞係 (1-nen 2-kumi Shinbun-gakari) - Chapitre 167 : Enter the Animation - Chapitre 168 : 秘密のチャミー (Himitsu no Chamī) - Chapitre 169 : チャミーの秘密 (Chamī no Himitsu) - Chapitre 170 : ニコがカンシでカンシがニコで (Niko ga Kanshi de Kanshi ga Niko de) |                   |                   |                  |                   |
| 20 | 4 janvier 2025    | 978-4-08-884398-8 |                  |                   |
| Liste des chapitres : - Chapitre 171 : モイちゃんのヴィンテージ道 (Moi-chan no Vintēji Dō) - Chapitre 172 : ヤムヤムヤミーの小悪魔クッキング (Yamuyamu Yamī no ko Akuma Kukkingu) - Chapitre 173 : 進めクロワッサン (Susume Kurowassan) - Chapitre 174 : Sneeze Explosion - Chapitre 175 : High-class Haiku Class - Chapitre 176 : 猫と狼の円舞曲 (Neko to Ōkami no Enbukyoku) - Chapitre 177 : 稼ぐ! かんたん透視入門 (Kasegu! Kantan Tōshi Nyūmon) - Chapitre 178 : 不知火久遠しか知らない苦悩 (Shiranui Kuon Shika Shiranai Kunō) - Chapitre 179 : PHANTOM BLAZE ① |                   |                   |                  |                   |
| 21 | 4 avril 2025      | 978-4-08-884450-3 |                  |                   |
| Liste des chapitres : - Chapitre 180 : PHANTOM BLAZE ② - Chapitre 181 : PHANTOM BLAZE ③ - Chapitre 182 : PHANTOM BLAZE ④ - Chapitre 183 : PHANTOM BLAZE ⑤ - Chapitre 184 : PHANTOM BLAZE ⑥ - Chapitre 185 : PHANTOM BLAZE ⑦ - Chapitre 186 : 大きなお世話するのよ (Ōkina Osewa suru no yo) - Chapitre 187 : お家リゾート (Oie Rizōto) - Chapitre 188 : Tな奴ら (Tna Yatsura) |                   |                   |                  |                   |
| 22 | 4 juillet 2025    | 978-4-08-884565-4 |                  |                   |
| Liste des chapitres : - Chapitre 189 : ハイミのまんが道 (Haimi no Mangadō) - Chapitre 190 : Familiar-sitter - Chapitre 191 : 桃太郎 （を始めとした一行） (Momotarō (o Hajime to Shita Ikkō)) - Chapitre 192 : 猫と狼の輪舞曲 前編 (Neko to Ōkami no Rondo Zenpen) - Chapitre 193 : 猫と狼の輪舞曲 後編 (Neko to Ōkami no Rondo Kōhen) - Chapitre 194 : 生徒会リクルートメント (Seitokai Rikurūtomento) - Chapitre 195 : 神違いバースデー (Kami Chigai Bāsudē) - Chapitre 196 : ハイブリッド レインボウ (Haiburiddo Reinbō) - Chapitre 197 : ジーコの交通安全教室 (Jīko no Kōtsū Anzen Kyōshitsu) |                   |                   |                  |                   |
| 23 | 4 septembre 2025  | 978-4-08-884651-4 |                  |                   |
| — |                   |                   |                  |                   |
| Liste des chapitres : - Chapitre 198 : Unique Sneak - Chapitre 199 : ドラゴンに怒りの鉄拳 (Doragon ni Ikari no Tekken) - Chapitre 200 : 幼馴染の魔女が返してもらえない34個の魔法が全部ザコ魔法だった件 (Osananajimi no Majo ga Kaeshite Moraenai 34-ko no Mahō ga Zenbu Zako Mahōdatta Kudan) - Chapitre 201 : 多感な年頃だから (Takan na Toshigoro Dakara) - Chapitre 202 : やっぱり恋なんだ (Yappari Koina nda) - Chapitre 203 : Undercover - Chapitre 204 : 調子くズレな二人 (Chōshi ku Zurena Futari) - Chapitre 205 : チラ見えボディーガード (Chirami e Bodīgādo) - Chapitre 206 : Happy Go Cookie - Chapitre 207 : Make up! Shake up! - Chapitre 208 : モイちゃんのシールコレクション (Moi-chan no Shīru Korekushon) - Chapitre 209 : 川渡り大問題 (Kawatari dai Mondai) - Chapitre 210 : CMガール (CM Gāru) - Chapitre 211 : カートゥーン (Kātoūn) - Chapitre 212 : 幼年期の終わり 前編 (Yōnenki no Owari Zenpen) - Chapitre 213 : 幼年期の終わり 後編 (Yōnenki no Owari Kōhen)           |                   |                   |                  |                   |

## Anime
L'adaptation en anime est annoncée le 19 août 2024. Elle est réalisée au sein du studio Bibury Animation Studios par Hiroshi Ikehata (ja), avec Masao Kawase comme réalisateur assistant, sur un scénario de Deko Akao (ja) et un character design de Haruko Iizuka (ja). La musique est composée par Yukari Hashimoto,. La série est diffusée à partir du 6 avril 2025 sur le bloc de programme Nichi-5 (ja) du réseau de télévision japonaise JNN incluant MS et TBS (ja). La série sera composée de deux cours. Des versions francophones sont diffusées en simulcast ou « quasi simuldub » sur les plateformes Crunchyroll (version originale sous-titrée ou version doublée par Transperfect), Netflix (VOSTFR ou version doublée par Titrafilm) et Animation Digital Network (VOSTFR). Les trois premiers épisodes ont été diffusés en avant-première dans plusieurs salles de cinéma en France le 21 et le 22 mars 2025.
Le générique de début de la première partie est Watch Me!, interprété par le groupe Yoasobi tandis que Aooo interprète le générique de fin intitulé Mahō Spice (魔法はスパイス). Le générique de début de la seconde partie est Tokihanate!, interprété par HashiMelo , et le générique de fin Tsuki to watashi no kakurenbo par Yutori.
La première partie de l'épisode no 14 est présentée comme un épisode de Uron Mirage (Étrange mirage), animé à succès fictif. Son générique de début est Bitter End par Who-ya Extended (en) et son générique de fin est Flashback Syndrome par ALI.

### Liste des épisodes
| No | Titre français, | Titre japonais                                                               | Titre japonais                                                                | Date de 1re diffusion |
| No | Titre français, | Kanji                                                                        | Rōmaji                                                                        | Date de 1re diffusion |
| -- | --- | ---------------------------------------------------------------------------- | ----------------------------------------------------------------------------- | --------------------- |
| 1  | Le retour de la sorcière Le retour de la sorcière | 魔女の帰還                                                                   | Majo no kikan                                                                 | 6 avril 2025          |
| 2  | Une débutante dans les grandes lignes / Restaurant entre amies / Une classe dans les airs Une débutante dans les grandes largeurs                               | 大型ルーキー / ファミレス行こ / 飛ぶ教室                                     | Ōgata rūkī / Famiresu iko! / Tobu kyōshitsu                                   | 13 avril 2025         |
| 3  | Printemps et tenue transparente / Une livraison pour la sorcière / Chien errant, rythme de pluie Printemps et tenue transparente                                | 春のシースルーコーデ / 魔女に宅急便 / 迷子犬と雨のビート                     | Haru no shīsurū kōde / Majo ni takkyūbin / Maigo inu to ame no bīto           | 20 avril 2025         |
| 4  | Kanshi Kazamatsuri, le tengu Kanshi Kazamatsuri le tengu | 天狗 - 風祭監志                                                              | Tengu - Kazamatsuri Kanshi                                                    | 27 avril 2025         |
| 5  | Mon artiste favorite est dans ma classe / Problème intestinaux du jour / Chat espion Mon artiste favorite dans ma classe                                        | 教え子が推し絵師だった件 / 今日はヘビーなストマック / キャットスカウト       | Oshiego ga oshi eshi datta ken / Kyō wa hebī na sutomakku / Kyatto sukauto    | 4 mai 2025            |
| 6  | Sous l'arbre des amoureux Sous l'arbre des promesses d'amour | 縁結びの樹の下で                                                             | Enmusubi no Ki no shita de                                                    | 11 mai 2025           |
| 7  | Kan & Nico Channel / La cérémonie du thé, c'est du gâteau Kan & Nico's Channel                                                                                  | カンニコチャンネル / お茶の心はお茶の子さいさい                              | Kan Niko channeru / Ocha no kokoro wa ocha no ko saisai                       | 18 mai 2025           |
| 8  | Journal des petits boulots de Kanshi : Le spectacle de superhéros / Journal des petits boulots de Kanshi : Télétravail et microtâche Journal des jobs de Kanshi | カンシのバイト日記～ヒーローショー～ / カンシのバイト日記～内職ー～          | Kanshi no baito nikki: hīrō shō / Kanshi no baito nikki: Naishoku             | 25 mai 2025           |
| 9  | Ma chère Kara / De nouveaux amis / Le rencard Ma chère Kara | 新しい友達 / デート・ウィズ・ザ・ナイト                                      | Atarashii tomodachi / Dēto wizu za naito                                      | 1er juin 2025         |
| 10 | Un conseil des élèves spectaculaire / Paradis de bulles pour chat errant Des clichés qui collent aux basques                                                    | ベタベタ生徒会 / 通い猫の泡いひととき                                        | Betabeta seitokai / Kayoi neko no awai hitotoki                               | 8 juin 2025           |
| 11 | Chien et pluie, partie 1 Chien et Pluie (1re partie) | 犬と雨滴・前編                                                               | Inu to uteki zenpen                                                           | 15 juin 2025          |
| 12 | Chien et pluie, partie 2 Chien et Pluie (2e partie) | 犬と雨滴・後編                                                               | Inu to uteki kōhen                                                            | 22 juin 2025          |
| 13 | Keigo Magami, le loup-garou / Gentil tigre, fier loup / Des épices faciles pour une cuisine exaltante Keigo Magami, le loup-garou                               | 狼男 -真神圭護 / 善人の虎高慢の狼 / お手軽超魅了                             | Ōkami otoko -Magami Keigo- / Zennin no tora kōman no ōkami / Otegaru chōmiryō | 29 juin 2025          |
| 14 | Uron Mirage, chapitre 119 : The Fuzzy Hunt partie 4 / Journal concernant mon artiste favorite Étrange mirage, chapitre 119 : « Une Chasse brumeuse, partie 4 »  | うろんミラージュ 第119話 「ファジー討伐 - 4」 / 推し絵師日誌                 | Uron mirāju dai-hyakujūkyū-wa: 'Fajī Tōbatsu - 4 / Oshi eshi nisshi           | 6 juillet 2025        |
| 15 | Un démon en été | 夏の魔物                                                                     | Natsu no mamono                                                               | 13 juillet 2025       |
| 16 | Miharu Kiryû, le vampire | 吸血鬼 - 霧生見晴 - / 傘がない / 会えて嬉しい                                | Kyūketsuki - Kiryū Miharu - / Kasa ga nai / Aete ureshii                      | 20 juillet 2025       |
| 17 | Un jeu mortellement naze | デスゲーム挑まれたけど... / Long Long a Go Go                                | Desu Gēmu Idomareta kedo... / Long long a go go                               | 27 juillet 2025       |
| 18 | Kara et Shiki | カラちゃんとシキ / 狂騒のビーダマニア / スクランブル・スクラップ・スクワッド | Kara-chan to Shiki / Kyōsō no bīda mania / Sukuranburu sukurappu sukuwaddo    | 3 août 2025           |
| 19 | Lettre à un ami | ともだちの手紙                                                               | Tomodachi no tegami                                                           | 10 août 2025          |
| 20 | Loup-garou égaré et chat errant | 迷い狼と通い猫                                                               | Mayoi ōkami to kayoi neko                                                     | 17 août 2025          |
| 21 | Pulsions secrètes |                                                                              |                                                                               | 24 août 2025          |

## Réception
En juin 2021, Witch Watch a été nommé pour le septième Next Manga Award dans la catégorie du meilleur manga imprimé et s'est classé 10e sur 50 nommés,.
Timothy Donohoo de Comic Book Resources a comparé Witch Watch à Blue Box de Kōji Miura et Don't Blush, Sekime-san! de Shigure Tokita en raison des concepts et des aspects romantiques de ces deux séries qui sont similaires à ceux de Witch Watch.

## Œuvres
Édition japonaise
1. 1 2  Tome 1
2. 1 2  Tome 2
3. 1 2  Tome 3
4. 1 2  Tome 4
5. 1 2  Tome 5
6. 1 2  Tome 6
7. 1 2  Tome 7
8. 1 2  Tome 8
9. 1 2  Tome 9
10. 1 2  Tome 10
11. 1 2  Tome 11
12. 1 2  Tome 12
13. 1 2  Tome 13
14. 1 2  Tome 14
15. 1 2  Tome 15
16. 1 2  Tome 16
17. 1 2  Tome 17
18. 1 2  Tome 18
19. 1 2  Tome 19
20. 1 2  Tome 20
21. 1 2  Tome 21
22. 1 2  Tome 22
23. 1 2  Tome 23

Édition française
1. 1 2  Tome 1
2. 1 2  Tome 2
3. 1 2  Tome 3
4. 1 2  Tome 4
5. 1 2  Tome 5
6. 1 2  Tome 6
7. 1 2  Tome 7
8. 1 2  Tome 8
9. 1 2  Tome 9
10. 1 2  Tome 10
11. 1 2  Tome 11
12. 1 2  Tome 12